# Psyrana pomona
Psyrana pomona är en insektsart som först beskrevs av Kirby, W.F. 1900.  Psyrana pomona ingår i släktet Psyrana och familjen vårtbitare. Inga underarter finns listade i Catalogue of Life.